# 徐绍华
徐绍华（1910年—1978年），中国人民解放军将领、中国人民解放军开国少将。
曾任中国人民解放军北京军区装甲兵司令员。1955年，授予中国人民解放军少将。